# Боттас, Валттери
Ва́лттери (Ва́ле) Бо́ттас (фин. Valtteri "Vale" Bottas; род. 28 августа 1989 года, Настола, Финляндия) — финский автогонщик, бывший пилот команды Kick Sauber Формулы-1, двукратный вице-чемпион (2019, 2020) и двукратный бронзовый призёр (2017, 2021) чемпионата мира Формулы-1. Чемпион серии GP3 (2011); двукратный победитель F3 Masters (2009—2010).

## Биография
C развитием своей карьеры перебрался из Финляндии в британский Оксфорд, чтобы постоянно не жить в гостиницах.
До ноября 2019 года был женат на Эмилии Боттас (урожд. Эмилиа Пиккарайнен) — финской пловчихе-спринтерше.
С февраля 2020 года состоит в отношениях с австралийской велогонщицей Тиффани Кромвель. Также сам регулярно выступает в велогонках, в апреле 2025 года занял 3-е место на чемпионате Австралии по гравийным велогонкам.

### Спортивная карьера
Начал  гоночную карьеру в начале 2000-х годов с картинговых гонок. Постепенно прошёл все ступени подобных соревнований, несколько раз выиграл чемпионат Финляндии в классе Формула-А и Intercontinental A; принимал участие в чемпионатах Европы и мира на подобной технике.
В 2007 году Боттас впервые участвовал в гонках формульного типа за рулём машины двухлитровой Формулы-Рено. C первых же гонок стал показывать неплохую скорость и стабильность результатов: в британской серии он выиграл три из четырёх стартов в зимнем чемпионате, а в североевропейском кубке занял третье место в личном зачёте основного первенства. На следующий год стал чемпионом североевропейского кубка и дебютировал в более престижном Еврокубке, где также стал чемпионом.

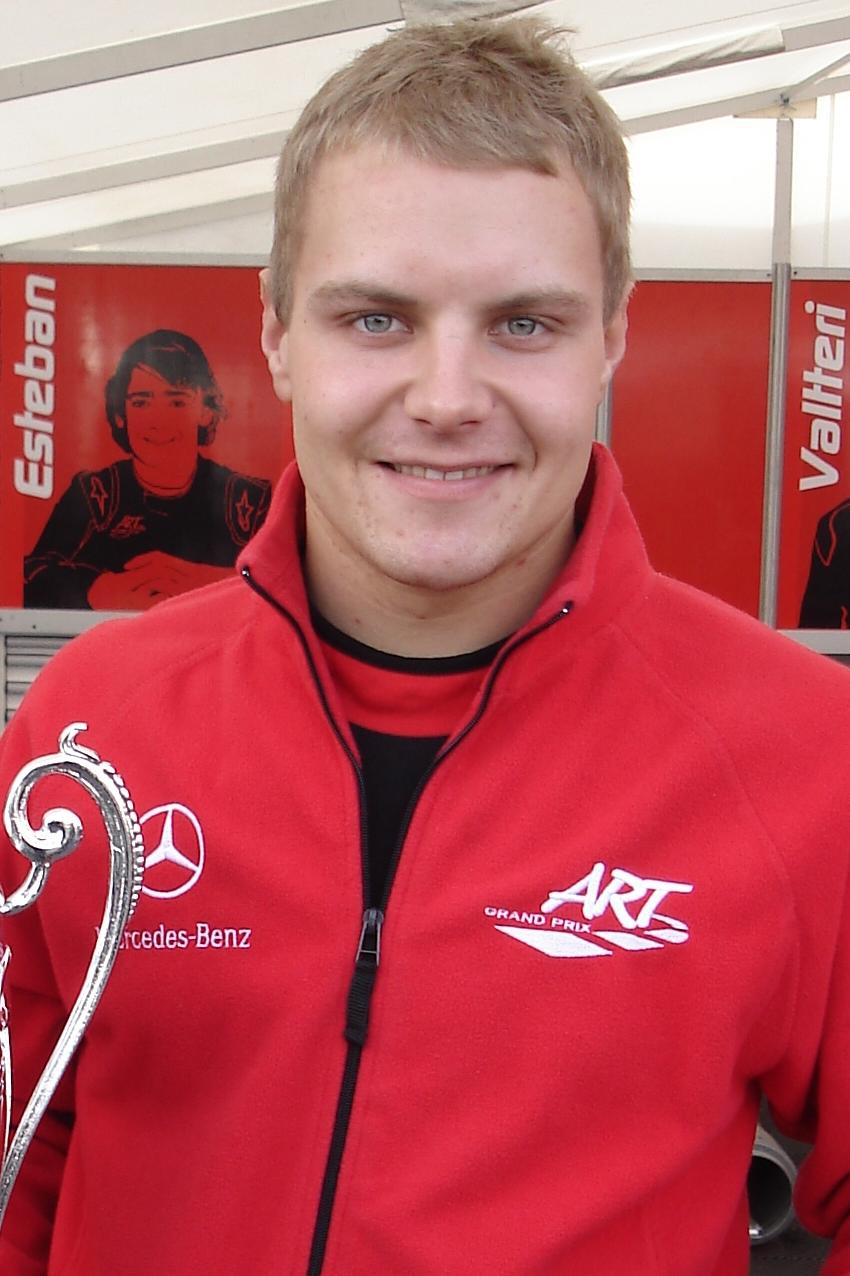
2009 год

В 2009 году перешёл в гонки машин класса Формула-3, подписав контракт с командой ART Grand Prix. Базовым чемпионатом стала Евросерия, но также команда заявилась на ряд престижных стартов британской серии, F3 Masters и Гран-при Макао. В основном чемпионате Боттас быстро стал мастером первых гонок, шесть раз в десяти попытках реализовав стартовые позиции в финишный подиум, но во вторых гонках лишь четырежды попал в очковую зону. Занял третье место в общем зачёте (впереди оказываются Жюль Бьянки и Кристиан Фиторис, значительно опережавшие по результатам весь пелотон по ходу соревновательного периода). В июне Боттас выиграл престижную гонку в Зандворте: различные оплошности конкурентов позволили ему занять поул, а затем в доминирующем стиле выиграть гонку.
Через год Боттас был одним из фаворитов сезона евросерии, но вновь остался лишь третьим в личном зачёте. Его опередили два пилота Signature Team: вернувшийся в чемпионат Эдоардо Мортара и Марко Виттман. Одним из слагаемых поражения финна и ART Grand Prix стала использование другой силовой установки: Mercedes Боттаса несколько уступал Volkswagen конкурентов. Небольшой реванш был взят в июне, когда Боттас во второй раз выиграл зандвортский Masters.
В эти же сроки менеджмент Боттаса устроил ему первые тесты в Формуле-1: Тото Вольфф, выкупив часть акций Williams F1, постепенно стал привлекать финна к тестам команды, пока в 2013 году не нашёл возможность посадить его в кокпит боевой машины. Боттас в 2011 году продолжил участвовать в гонках «Формулы-3» и в серии GP3. В последней, выступая за ART Grand Prix, он в 2011 году стал чемпионом, серьёзно опередив почти всех[уточнить] соперников по уровню стабильности результатов.

### Формула-1
2012 год Боттас провёл в качестве тест-пилота Williams F1, регулярно участвуя в тренировках Гран-при, а год спустя стал одним из боевых пилотов британского коллектива. Подготовленная к тому сезону техника оказалась малоконкурентоспособна, и Боттас и его партнёр Пастор Мальдонадо крайне редко получали возможность бороться за очки, часто опережая лишь пару команд-аутсайдеров чемпионата. Во время дождевой квалификации на Гран-при Канады 2013 года Боттас занял третью строчку итогового протокола, а в гонках ему и венесуэльцу удалось реализовать лишь один шанс на финиш в очковой зоне: Мальдонадо финишировал десятым на Гран-при Венгрии, а Боттас завоевал восьмое место на Гран-при США. В межсезонье Мальдонадо, разочарованный возможностями Williams, покинул команду, а Боттас продлил контракт ещё на сезон.
При резкой смене технического регламента Williams создала более конкурентоспособное шасси, а параллельный переход на двигатели Mercedes только добавил им скорости. В гонках финн и его новый партнёр — бразилец Фелипе Масса — не могли конвертировать свою скорость в очки, но Боттас, чаще напарника избегая различных технических проблем, командных просчётов и неудачных действий соперников, смог куда стабильнее набирать очки, а на Гран-при Австрии принести команде первый в сезоне финиш на подиумной позиции. К концу сезона Боттас закрепился на четвёртом месте в личном зачёте, внеся свой вклад в подъём Williams на третье место в кубке конструкторов. Помимо австрийского этапа Боттас ещё пять раз поднимался на подиум, причём на Хоккенхаймринге он финишировал на второй позиции, отбив атаки будущего чемпиона мира Льюиса Хэмилтона.

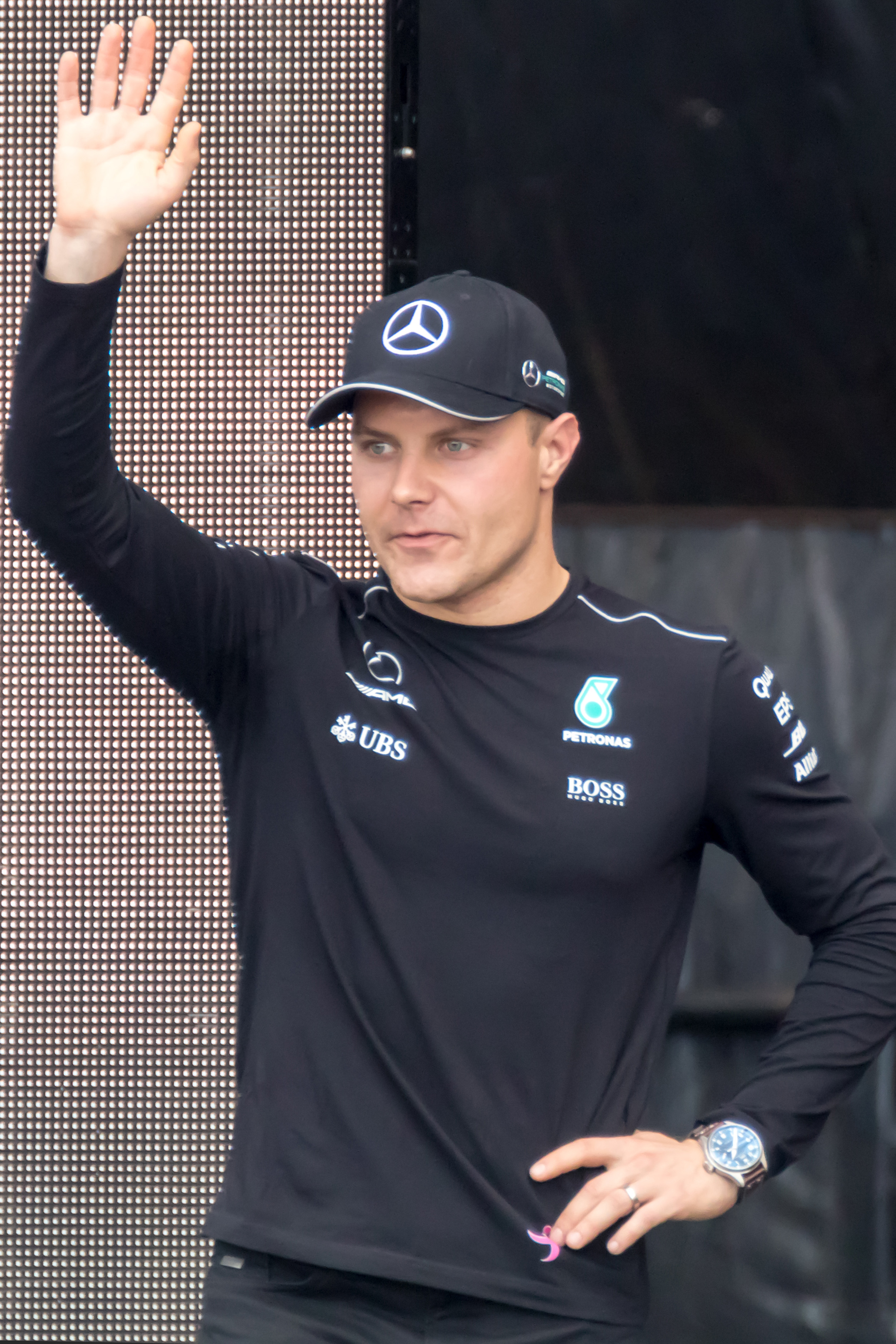
Боттас на Гран-при США 2017 года

После окончания сезона 2016 года неожиданно завершил карьеру чемпион в составе команды Mercedes-Benz Нико Росберг. В начале 2017 года Mercedes объявили о подписании Боттаса на место ушедшего чемпиона, и он стал новым напарником британца Льюиса Хэмилтона. Боттас приехал третьим в первой гонке за новую команду, на Гран-при Австралии 2017 года. Позже отметился первым поулом в квалификации Гран-при Бахрейна, однако в гонке занял лишь третье место. 30 апреля 2017 года Боттас одержал первую победу в карьере на Гран-при России. Позже отметился ещё одним поулом на Гран-при Австрии и в плотной борьбе с Себастьяном Феттелем одержал свою вторую победу. В целом, по ходу сезона Боттас регулярно набирал очки, что позволяло ему иметь некоторые шансы на чемпионство, однако в последней трети чемпионата его результаты были значительно хуже, чем у напарника, который в итоге и стал чемпионом. В последних гонках сезона у Боттаса сохранялись шансы на второе место в чемпионате, однако несмотря на ещё два поула и третью в сезоне победу Феттель всё таки опередил его на 12 очков. Боттас закончил сезон 2017 года на третьем месте.
Уделив в межсезонье много внимания физической и психологической подготовке, сезон 2019 года Боттас начал существенно лучше предыдущего — в первых десяти гонках дважды победил, а в остальных гонках кроме одной — финишировал на подиуме. Также он четырежды занял поул, сравнявшись по этому показателю с напарником, и всего лишь трижды стартовал не из первого ряда. Далее же наступил менее удачный период, на протяжении пяти гонок хорошие результаты чередовались с неудачными. В Германии он сошёл, в Венгрии и Сингапуре финишировал в очковой зоне, зато в Бельгии и Италии попал на подиум. Начиная с Гран-при России же результаты вновь улучшились, и за следующие четыре гонки он дважды победил и ещё два раза финишировал на подиуме. Победой в Гран-при США он окончательно закрепил за собой второе место в чемпионате — и одновременно с тем потерял математические шансы на первое. Всего же он заработал 326 очков.
Новый сезон 2020 года, начавшийся существенно позже обычного из-за пандемии, Боттас начал ударно — в первой гонке в Австрии он занял поул, лидировал всю гонку и победил. Несмотря на регулярные финиши на подиуме, не удалось не только бросить вызов партнёру, но и Макса Ферстаппена удалось опередить лишь единожды за последующие шесть гонок — в результате с Гран-при 70-летия он опустился на третье место в чемпионате. Тем не менее, непосредственно перед Гран-при 70-летия было объявлено о продлении контракта на 2021 год. Позже за счет нескольких сходов соперника второе место удалось вернуть, а после победы в Гран-при России — и несколько оторваться. К Гран-при Турции он оторвался от третьего места Ферстаппена уже на 35 очков, проигрывая при этом напарнику 85 очков. В квалификации Гран-при Турции Боттас в дождевых условиях стал лишь девятым, гонку заканчивает 14-м — что вкупе с победой Хэмилтона окончательно решило судьбу титула в пользу последнего. Следующая пара этапов в Бахрейне и Сахире оказалась не очень удачной — несмотря на высокие 2-е и 1-е места в квалификации, финишировать оба раза удалось лишь 8-м. Этап в Сахире оказался особо неудачным, поскольку напарником Боттаса был не Хэмилтон, а Расселл, заменявший британца из-за наличия у того подозрения на коронавирус. Несмотря на отсутствие опыта, Расселл весь уикенд был близок к Боттасу, а в гонке едва его не опередил, к тому же показав быстрейший круг. На последнем этапе сезона в Абу-Даби Боттас финишировал вторым впереди вернувшегося напарника, не позволив победившему Ферстаппену опередить себя в чемпионате. Всего на пути к вице-чемпионскому званию Боттас набрал 223 очка.
В сезоне 2022 года Боттас перешёл в команду Alfa Romeo.

## Статистика результатов
| 2007 | Североевропейский кубок Формулы-Рено 2.0  | Koiranen Bros. Motorsport | 16         | 2          | 2          | 3          | 6          | 279        | 3          |
| 2007 | Британская Формула-Рено 2.0. Зимняя серия | AKA Cobra                 | 4          | 3          | 0          | 1          | 4          | 0          | НКЛ        |
| 2008 | Североевропейский кубок Формулы-Рено 2.0  | Motopark Academy          | 14         | 12         | 13         | 12         | 12         | 365        | 1          |
| 2008 | Еврокубок Формулы-Рено 2.0                | Motopark Academy          | 14         | 5          | 7          | 4          | 10         | 139        | 1          |
| 2009 | Британская Формула-3                      | ART Grand Prix            | 4          | 0          | 0          | 0          | 1          | 0          | НКЛ        |
| 2009 | Евросерия Формулы-3                       | ART Grand Prix            | 20         | 0          | 2          | 1          | м 6        | 62         | 3          |
| 2009 | F3 Masters                                | ART Grand Prix            | 1          | 1          | 1          | 1          | 1          |            | 1          |
| 2009 | Гран-при Макао Ф3                         | ART Grand Prix            | 1          | 0          | 0          | 0          | 0          |            | 5-й        |
| 2010 | Евросерия Формулы-3                       | ART Grand Prix            | 18         | 2          | 1          | 4          | 8          | 74         | 3          |
| 2010 | F3 Masters                                | ART Grand Prix            | 1          | 0          | 0          | 0          | 1          |            | 1          |
| 2010 | Гран-при Макао Ф3                         | Prema Powerteam           | 1          | 0          | 0          | 0          | 1          |            | 3          |
| 2010 | Формула-1                                 | Williams F1               | тест-пилот | тест-пилот | тест-пилот | тест-пилот | тест-пилот | тест-пилот | тест-пилот |
| 2011 | Британская Формула-3                      | Double R Racing           | 3          | 1          | 0          | 1          | 1          | 17         | 17-й       |
| 2011 | Гран-при Макао Ф3                         | Double R Racing           | 1          | 0          | 0          | 0          | 0          |            | НКЛ        |
| 2011 | GP3                                       | Lotus ART                 | 16         | 4          | 1          | 3          | 7          | 62         | 1          |
| 2011 | Формула-1                                 | Williams                  | тест-пилот | тест-пилот | тест-пилот | тест-пилот | тест-пилот | тест-пилот | тест-пилот |
| 2012 | Формула-1                                 | Williams                  | тест-пилот | тест-пилот | тест-пилот | тест-пилот | тест-пилот | тест-пилот | тест-пилот |
| 2013 | Формула-1                                 | Williams                  | 19         | 0          | 0          | 0          | 0          | 4          | 17-й       |
| 2014 | Формула-1                                 | Williams                  | 19         | 0          | 0          | 1          | 6          | 186        | 4-й        |
| 2015 | Формула-1                                 | Williams                  | 19         | 0          | 0          | 0          | 2          | 136        | 5          |
| 2016 | Формула-1                                 | Williams                  | 21         | 0          | 0          | 0          | 1          | 85         | 8          |
| 2017 | Формула-1                                 | Mercedes                  | 20         | 3          | 4          | 2          | 13         | 305        | 3          |
| 2018 | Формула-1                                 | Mercedes                  | 21         | 0          | 2          | 7          | 8          | 247        | 5          |
| 2019 | Формула-1                                 | Mercedes                  | 21         | 4          | 5          | 3          | 15         | 326        | 2          |
| 2020 | Формула-1                                 | Mercedes                  | 17         | 2          | 5          | 2          | 11         | 223        | 2          |
| 2021 | Формула-1                                 | Mercedes                  | 22         | 1          | 4          | 3          | 11         | 226        | 3          |
| 2022 | Формула-1                                 | Alfa Romeo                | 22         | 0          | 0          | 0          | 0          | 49         | 10         |
| 2023 | Формула-1                                 | Alfa Romeo                | 22         | 0          | 0          | 0          | 0          | 10         | 15         |
| 2024 | Формула-1                                 | Stake F1 Team Kick Sauber | 24         | 0          | 0          | 0          | 0          | 0          | 22         |

### Евросерия Формулы-3
| 2009 | ART | Dallara F308/009 | Mercedes | HO1 НФ | MU1 2  | PA1 12 | NO1 2 | ZA1 2 | NÜ1 2  | BR1 2  | CA1 4  | BU1 16 | HO1 2 | 62 | 3-й |
| 2009 | ART | Dallara F308/009 | Mercedes | HO2 16 | MU2 13 | PA2 НФ | NO2 6 | ZA2 8 | NÜ2 4  | BR2 15 | CA2 6  | BU2 НФ | HO2 5 | 62 | 3-й |
| 2010 | ART | Dallara F308/026 | Mercedes | LE1 9  | HOC1 3 | VA1 2  | NO1 3 | NÜ1 6 | ZA1 2  | BR1 4  | OS1 1  | HO1 2  |       | 74 | 3-й |
| 2010 | ART | Dallara F308/026 | Mercedes | LE2 6  | HOC2 5 | VA2 4  | NO2 1 | NÜ2 7 | ZA2 НФ | BR2 4  | OS2 НФ | HO2 3  |       | 74 | 3-й |

Жирным выделен старт с поул-позиции, курсивом — быстрейший круг в гонке.
В верхней строчке показаны результаты субботних гонок, в нижней — воскресных.

| Легенда к таблице |                                                                    |
| --- | ------------------------------------------------------------------ |
| В таблице перечислены результаты всех гонок, в которых принимал участие гонщик. Строками таблицы являются сезоны, столбцами — этапы соревнований. В каждой клетке указаны сокращённое название этапа и результат, дополнительно обозначенный цветом. Расшифровка обозначений и цветов представлена в нижеследующей таблице. |                                                                    |
| \| Пример \| Описание \| \| ------------ \| ------------------------------------------------------------------ \| \| 1 \| Победитель \| \| 2 \| Второе место \| \| 3 \| Третье место \| \| 5 \| Финишировал, заработав очки \| \| Сход \| Не финишировал, но при этом заработал очки \| \| 12 \| Финишировал, не получив очков \| \| НКЛ \| Финишировал, но не попал в финальную классификацию \| \| 15 \| Участвовал вне зачёта, либо по отдельной классификации \| \| 18 \| Не финишировал, но попал в финальную классификацию \| \| Сход \| Не финишировал \| \| НКВ \| Не прошёл квалификацию \| \| НПКВ \| Не прошёл предквалификацию \| \| ДСК \| Дисквалифицирован \| \| ИСК \| Исключён из протокола соревнований \| \| ТТ \| Заявлен для участия только в тренировках \| \| НС \| Участвовал в квалификации, но не стартовал в гонке \| \| Т \| Травмирован или болен \| \| ОТК \| Отказ от участия \| \| НТР \| Прибыл на соревнования, но на трассу не выезжал \| \| НПР \| Был заявлен в числе участников, но не прибыл к началу соревнований \| \| О \| Соревнования отменены \| \| \| Не участвовал \| \| Поул-позиция \| \| \| Быстрый круг \| \| |                                                                    |
| Пример | Описание                                                           |
| 1 | Победитель                                                         |
| 2 | Второе место                                                       |
| 3 | Третье место                                                       |
| 5 | Финишировал, заработав очки                                        |
| Сход | Не финишировал, но при этом заработал очки                         |
| 12 | Финишировал, не получив очков                                      |
| НКЛ | Финишировал, но не попал в финальную классификацию                 |
| 15 | Участвовал вне зачёта, либо по отдельной классификации             |
| 18 | Не финишировал, но попал в финальную классификацию                 |
| Сход | Не финишировал                                                     |
| НКВ | Не прошёл квалификацию                                             |
| НПКВ | Не прошёл предквалификацию                                         |
| ДСК | Дисквалифицирован                                                  |
| ИСК | Исключён из протокола соревнований                                 |
| ТТ | Заявлен для участия только в тренировках                           |
| НС | Участвовал в квалификации, но не стартовал в гонке                 |
| Т | Травмирован или болен                                              |
| ОТК | Отказ от участия                                                   |
| НТР | Прибыл на соревнования, но на трассу не выезжал                    |
| НПР | Был заявлен в числе участников, но не прибыл к началу соревнований |
| О | Соревнования отменены                                              |
| | Не участвовал                                                      |
| Поул-позиция |                                                                    |
| Быстрый круг |                                                                    |

### GP3
| 2011 | Lotus ART | TU1 4 | CA1 10 | VA1 7 | SI1 18 | NU1 3 | HU1 1 | SP1 1  | MO1 1  | 62 | 1-й |
| 2011 | Lotus ART | TU2 8 | CA2 7  | VA2 3 | SI2 12 | NU2 1 | HU2 2 | SP2 19 | MO2 17 | 62 | 1-й |

Жирным выделен старт с поул-позиции. Курсивом — быстрейший круг в гонке.
В первой строчке показаны результаты субботних гонок, во второй — воскресных.

### Формула-1
| Легенда к таблице |                                                                    |
| --- | ------------------------------------------------------------------ |
| В таблице перечислены результаты всех Гран-при Формулы-1, в которых принимал участие гонщик. Строками таблицы являются сезоны, столбцами — этапы чемпионата мира. В каждой клетке указаны сокращённое название этапа и результат, дополнительно обозначенный цветом. Расшифровка обозначений и цветов представлена в нижеследующей таблице. |                                                                    |
| \| Пример \| Описание \| \| ------------ \| ------------------------------------------------------------------ \| \| 1 \| Победитель \| \| 2 \| Второе место \| \| 3 \| Третье место \| \| 5 \| Финишировал, заработав очки \| \| Сход \| Не финишировал, но при этом заработал очки \| \| 12 \| Финишировал, не получив очков \| \| НКЛ \| Финишировал, но не попал в финальную классификацию \| \| 15 \| Участвовал вне зачёта, либо по отдельной классификации \| \| 18 \| Не финишировал, но попал в финальную классификацию \| \| Сход \| Не финишировал \| \| НКВ \| Не прошёл квалификацию \| \| НПКВ \| Не прошёл предквалификацию \| \| ДСК \| Дисквалифицирован \| \| ИСК \| Исключён из протокола соревнований \| \| ТТ \| Заявлен для участия только в тренировках \| \| НС \| Участвовал в квалификации, но не стартовал в гонке \| \| Т \| Травмирован или болен \| \| ОТК \| Отказ от участия \| \| НТР \| Прибыл на соревнования, но на трассу не выезжал \| \| НПР \| Был заявлен в числе участников, но не прибыл к началу соревнований \| \| О \| Соревнования отменены \| \| \| Не участвовал \| \| Поул-позиция \| \| \| Быстрый круг \| \| |                                                                    |
| Пример | Описание                                                           |
| 1 | Победитель                                                         |
| 2 | Второе место                                                       |
| 3 | Третье место                                                       |
| 5 | Финишировал, заработав очки                                        |
| Сход | Не финишировал, но при этом заработал очки                         |
| 12 | Финишировал, не получив очков                                      |
| НКЛ | Финишировал, но не попал в финальную классификацию                 |
| 15 | Участвовал вне зачёта, либо по отдельной классификации             |
| 18 | Не финишировал, но попал в финальную классификацию                 |
| Сход | Не финишировал                                                     |
| НКВ | Не прошёл квалификацию                                             |
| НПКВ | Не прошёл предквалификацию                                         |
| ДСК | Дисквалифицирован                                                  |
| ИСК | Исключён из протокола соревнований                                 |
| ТТ | Заявлен для участия только в тренировках                           |
| НС | Участвовал в квалификации, но не стартовал в гонке                 |
| Т | Травмирован или болен                                              |
| ОТК | Отказ от участия                                                   |
| НТР | Прибыл на соревнования, но на трассу не выезжал                    |
| НПР | Был заявлен в числе участников, но не прибыл к началу соревнований |
| О | Соревнования отменены                                              |
| | Не участвовал                                                      |
| Поул-позиция |                                                                    |
| Быстрый круг |                                                                    |

| Сезон | Команда                          | Шасси                              | Двигатель                           | Ш | 1      | 2        | 3      | 4      | 5        | 6        | 7      | 8      | 9        | 10       | 11       | 12     | 13     | 14       | 15       | 16       | 17     | 18     | 19       | 20       | 21       | 22     | 23     | 24       | Место | Очки |
| ----- | -------------------------------- | ---------------------------------- | ----------------------------------- | - | ------ | -------- | ------ | ------ | -------- | -------- | ------ | ------ | -------- | -------- | -------- | ------ | ------ | -------- | -------- | -------- | ------ | ------ | -------- | -------- | -------- | ------ | ------ | -------- | ----- | ---- |
| 2013  | Williams F1 Team                 | Williams FW35                      | Renault RS27 2,4 V8                 | P | АВС 14 | МАЛ 11   | КИТ 13 | БАХ 14 | ИСП 16   | МОН 12   | КАН 14 | ВЕЛ 12 | ГЕР 16   | ВЕН Сход | БЕЛ 15   | ИТА 15 | СИН 13 | КОР 12   | ЯПО 17   | ИНД 16   | АБУ 15 | США 8  | БРА Сход |          |          |        |        |          | 17    | 4    |
| 2014  | Williams Martini Racing          | Williams FW36                      | Mercedes PU106A Hybrid 1,6 V6       | P | АВС 5  | МАЛ 8    | БАХ 8  | КИТ 7  | ИСП 5    | МОН Сход | КАН 7  | АВТ 3  | ВЕЛ 2    | ГЕР 2    | ВЕН 8    | БЕЛ 3  | ИТА 4  | СИН 11   | ЯПО 6    | РОС 3    | США 5  | БРА 10 | АБУ 3    |          |          |        |        |          | 4     | 186  |
| 2015  | Williams Martini Racing          | Williams FW37                      | Mercedes PU106B Hybrid 1,6 V6       | P | АВС НС | МАЛ 5    | КИТ 6  | БАХ 4  | ИСП 4    | МОН 14   | КАН 3  | АВТ 5  | ВЕЛ 5    | ВЕН 13   | БЕЛ 9    | ИТА 4  | СИН 5  | ЯПО 5    | РОС 12   | США Сход | МЕК 3  | БРА 5  | АБУ 13   |          |          |        |        |          | 5     | 136  |
| 2016  | Williams Martini Racing          | Williams FW38                      | Mercedes PU106C Hybrid 1,6 V6       | P | АВС 8  | БАХ 9    | КИТ 10 | РОС 4  | ИСП 5    | МОН 12   | КАН 3  | ЕВР 6  | АВТ 9    | ВЕЛ 14   | ВЕН 9    | ГЕР 9  | БЕЛ 8  | ИТА 6    | СИН Сход | МАЛ 5    | ЯПО 10 | США 16 | МЕК 8    | БРА 11   | АБУ Сход |        |        |          | 8     | 85   |
| 2017  | Mercedes AMG Petronas Motorsport | Mercedes AMG F1 W08 EQ Power+      | Mercedes M08 EQ Power+ 1,6 V6T      | P | АВС 3  | КИТ 6    | БАХ 3  | РОС 1  | ИСП Сход | МОН 4    | КАН 2  | АЗЕ 2  | АВТ 1    | ВЕЛ 2    | ВЕН 3    | БЕЛ 5  | ИТА 2  | СИН 3    | МАЛ 5    | ЯПО 4    | США 5  | МЕК 2  | БРА 2    | АБУ 1    |          |        |        |          | 3     | 305  |
| 2018  | Mercedes AMG Petronas Motorsport | Mercedes AMG F1 W09 EQ Power+      | Mercedes M09 EQ Power+ 1,6 V6T      | P | АВС 8  | БАХ 2    | КИТ 2  | АЗЕ 14 | ИСП 2    | МОН 5    | КАН 2  | ФРА 7  | АВТ Сход | ВЕЛ 4    | ГЕР 2    | ВЕН 5  | БЕЛ 4  | ИТА 3    | СИН 4    | РОС 2    | ЯПО 2  | США 5  | МЕК 5    | БРА 5    | АБУ 5    |        |        |          | 5     | 247  |
| 2019  | Mercedes AMG Petronas Motorsport | Mercedes AMG F1 W10 EQ Power+      | Merсedes M10 EQ Power+ 1,6 V6T      | P | АВС 1  | БАХ 2    | КИТ 2  | АЗЕ 1  | ИСП 2    | МОН 3    | КАН 4  | ФРА 2  | АВТ 3    | ВЕЛ 2    | ГЕР Сход | ВЕН 8  | БЕЛ 3  | ИТА 2    | СИН 5    | РОС 2    | ЯПО 1  | МЕК 3  | США 1    | БРА Сход | АБУ 4    |        |        |          | 2     | 326  |
| 2020  | Mercedes AMG Petronas Motorsport | Mercedes-AMG F1 W11 EQ Performance | Mercedes M11 EQ Performance 1,6 V6T | P | АВТ 1  | ШТИ 2    | ВЕН 3  | ВЕЛ 11 | 70Л 3    | ИСП 3    | БЕЛ 2  | ИТА 5  | ТОС 2    | РОС 1    | АЙФ Сход | ПОР 2  | ЭМИ 2  | ТУР 14   | БАХ 8    | САХ 8    | АБУ 2  |        |          |          |          |        |        |          | 2     | 223  |
| 2021  | Mercedes AMG Petronas Motorsport | Mercedes-AMG F1 W12 E Performance  | Mercedes M12 E Performance 1,6 V6T  | P | БАХ 3  | ЭМИ Сход | ПОР 3  | ИСП 3  | МОН Сход | АЗЕ 12   | ФРА 4  | ШТИ 3  | АВТ 2    | ВЕЛ 3    | ВЕН Сход | БЕЛ 12 | НИД 3  | ИТА 3    | РОС 5    | ТУР 1    | США 6  | МЕХ 15 | САП 3    | КАТ Сход | САУ 3    | АБУ 6  |        |          | 3     | 226  |
| 2022  | Alfa Romeo F1 Team Orlen         | Alfa Romeo C42                     | Ferrari 066/7 1,6 V6 t              | P | БАХ 6  | САУ Сход | АВС 8  | ЭМИ 5  | МАЙ 7    | ИСП 6    | МОН 8  | АЗЕ 11 | КАН 7    | ВЕЛ Сход | АВТ 11   | ФРА 14 | ВЕН 20 | БЕЛ Сход | НИД Сход | ИТА 13   | СИН 11 | ЯПО 15 | США Сход | МЕХ 10   | САП 9    | АБУ 15 |        |          | 10    | 49   |
| 2023  | Alfa Romeo F1 Team Stake         | Alfa Romeo C43                     | Ferrari 066/10 1,6 V6 t             | P | БАХ 8  | САУ 18   | АВС 11 | АЗЕ 18 | МАЙ 13   | МОН 11   | ИСП 19 | КАН 10 | АВТ 15   | ВЕЛ 12   | ВЕН 12   | БЕЛ 12 | НИД 15 | ИТА 10   | СИН Сход | ЯПО Сход | КАТ 8  | США 12 | МЕХ 14   | САП Сход | ЛАС 17   | АБУ 19 |        |          | 15    | 10   |
| 2024  | Stake F1 Team Kick Sauber        | Kick Sauber C44                    | Ferrari 066/12 1,6 V6 t             | P | БАХ 19 | САУ 17   | АВС 14 | ЯПО 14 | КИТ Сход | МАЙ 16   | ЭМИ 18 | МОН 13 | КАН 13   | ИСП 16   | АВТ 16   | ВЕЛ 15 | ВЕН 16 | БЕЛ 15   | НИД 19   | ИТА 16   | АЗЕ 16 | СИН 16 | США 17   | МЕХ 14   | САП 13   | ЛАС 18 | КАТ 11 | АБУ Сход | 22    | 0    |